# Giedrius Surplys
Giedrius Surplys (ur. 26 maja 1980 w Płungianach) – litewski polityk i politolog, w latach 2017–2018 wiceminister spraw wewnętrznych, od 2018 do 2019 minister rolnictwa, poseł na Sejm Republiki Litewskiej.

## Życiorys
Absolwent Uniwersytetu Wileńskiego, gdzie uzyskał licencjat z nauk politycznych (2002) i magisterium z europeistyki (2004). Kształcił się także na University of Birmingham (2003–2004). W 2003 był korespondentem gazety „Lietuvos žinios”. W latach 2005–2008 pracował jako nauczyciel akademicki na Litewskiej Akademii Wojskowej im. gen. Jonasa Žemaitisa. Później był doradcą ministra spraw zagranicznych (2009) i dyrektorem instytucji publicznej „Morkus” (2009–2012). W latach 2012–2015 zatrudniony jako doradca w kancelarii prezydent Dalii Grybauskaitė, następnie w jednej z instytucji publicznych.
W wyborach w 2016 z ramienia Litewskiego Związku Rolników i Zielonych bez powodzenia kandydował do Sejmu. W styczniu 2017 otrzymał nominację na stanowisko wiceministra spraw wewnętrznych. W maju 2018 w rządzie Sauliusa Skvernelisa objął urząd ministra rolnictwa, zastępując Broniusa Markauskasa. W tym samym roku bezskutecznie z ramienia swojej partii kandydował w wyborach uzupełniających do Sejmu. W sierpniu 2019 zakończył pełnienie funkcji ministra.
W wyborach w 2020 z ramienia LVŽS uzyskał mandat posła na Sejm Republiki Litewskiej. W 2024 nie został ponownie wybrany.